# The Best Of 1980–1990
The Best Of 1980–1990 ist eine in unregelmäßigen Abständen veröffentlichte Serie von CD-Kompilationen, die von 1990 bis 1998 von EMI Germany / EMI Electrola herausgegeben wurde. Die ersten beiden Ausgaben waren 3-CD-Boxen, während die späteren Ausgaben 2 CDs enthielten. Teilweise wurden einzelne Ausgaben auch auf Audiokassette oder Langspielplatte herausgebracht.
Die Serie war zu dieser Zeit sehr beliebt, aber nachdem mehr Ausgaben veröffentlicht wurden, wurde es schwieriger, die hohe Qualität der Serie aufrechtzuerhalten, nachdem so viele Tracks bereits veröffentlicht wurden und die Popularität aufhörte. Der letzte Ausgabe (13) wurde 1998 veröffentlicht.
Zur gleichen Zeit wurde eine ähnliche Serie namens „The Best Of 1970–1980“ veröffentlicht.

## Ausgaben
- 1990: The Best Of 1980–1990
- 1990: The Best Of 1980–1990 Vol. II
- 1991: The Best Of 1980–1990 Vol. III
- 1991: The Best Of 1980–1990 Vol. IV
- 1992: The Best Of 1980–1990 Vol. V
- 1992: The Best Of 1980–1990 Vol. 6
- 1993: The Best Of 1980–1990 Vol. 7
- 1993: The Best Of 1980–1990 Vol. 8
- 1994: The Best Of 1980–1990 Vol. 9
- 1994: The Best Of 1980–1990 Vol. 10
- 1995: The Best Of 1980–1990 Vol. 11
- 1997: The Best Of 1980–1990 Vol. 12
- 1998: The Best Of 1980–1990 Vol. 13